# Улица Богдана Хмельницкого (Львов)

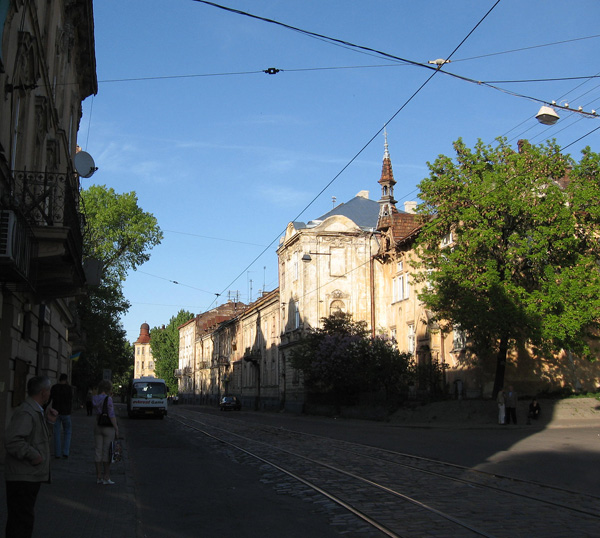
Улица Богдана Хмельницкого в районе железнодорожной станции Подзамче

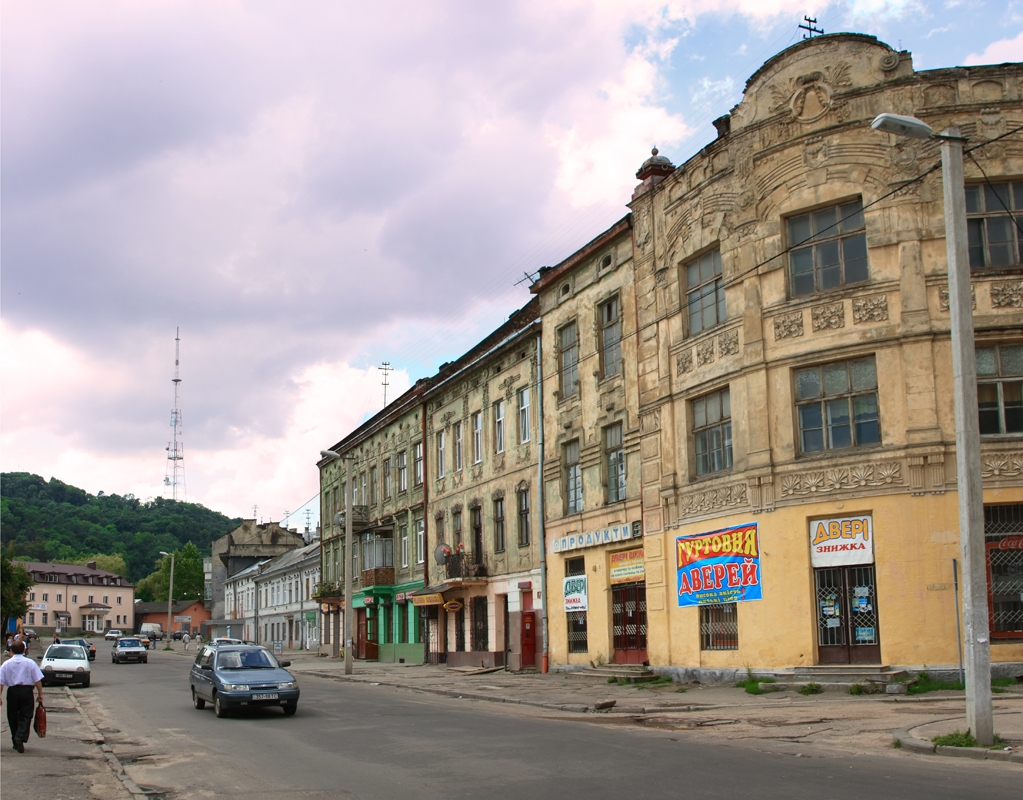
Улица Хмельницкого и вид на Высокий замок

У́лица Богда́на Хмельни́цкого — одна из старейших улиц Львова (Украина), известна с XIII века. Важная транспортная магистраль. Проходит через такие львовские местности как Подзамчье, Замарстынов и Збоища и заканчивается на выезде из города.

## Названия
В XIII веке называлась Волынским шляхом, так как она связывала Львов с Волынью. В конце XVIII века улица стала называться Жолковской, поскольку за городом она переходила в путь, который пролегал к Жолкве. В 1936 году её переименовали в улицу С.Жолкевского, в честь польского полководца XVII века, основателя Жолквы. Современное название было дано в декабре 1944 года.

## История
Улица Б.Хмельницкого с давних пор была промышленным районом Львова. Ещё в правление основателя города Данила Галицкого на ней жило немало ремесленников. В средневековом Львове она входила в состав Краковского предместья, населенного преимущественно беднотой, и с тех пор социальный состав населения мало изменился. В этом районе в средневековье жило значительное количество армян, а позже евреев. Большинство предприятий находилось именно в северной части города, и лишь в советское время промышленные предприятия стали строиться также в других частях города.
Вид её значительно изменился уже в советское время: заасфальтирована проезжая часть, выстроены новые здания. Через улицу осуществляется связь с Волынью и Киевом. В настоящий период улица является частью Северного промышленного района города.

## Примечательные здания

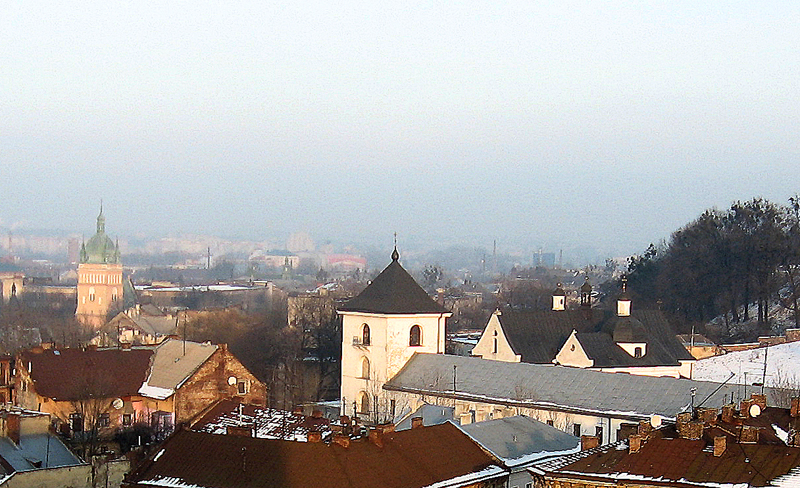
Пятницкая церковь (колокольня слева) и монастырь Святого Онуфрия (справа)

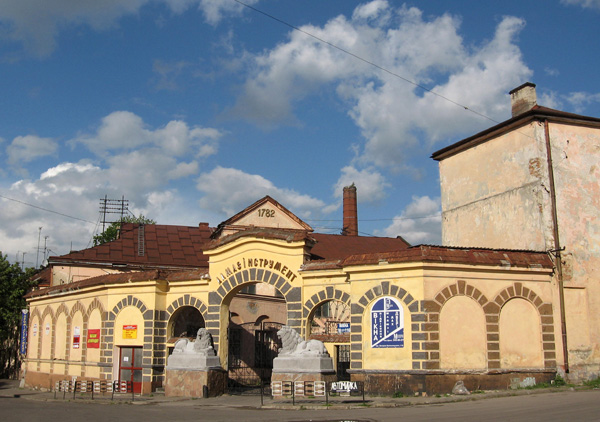
Завод «Алмазинструмент», корпус постройки 1783 года

- Дом № 6. Здание построено в конце XIX века, с 1890 года размещалась фабрика Г.Блюменфельда, которая одновременно выпускала суповые консервы, оконную замазку и меловые изделия. Консервная фабрика работала до конца 1930-х годов, снабжая консервами польскую армию.
- Дом № 11. Сооружён в начале XX века. На первом этаже с начала 1930-х годов находился кинотеатр. На весенние иудейские праздники — Судные дни — помещение кинотеатра использовали под временную синагогу. В 1937 году здесь разместился еврейский драматический клуб им. Перетца. Ныне большинство помещений дома занято квартирами, а кинотеатр, как и улица, носит имя Богдана Хмельницкого.
- Дом № 28. На углу улиц Б.Хмельницкого и Замарстиновской находится небольшая церковь Святого Николая, старейший храм во Львове, памятник архитектуры.
- Дом № 34. Монастырь и церковь Святого Онуфрия, старинный православный (затем униатский) монастырь, в котором был похоронен русский первопечатник Иван Фёдоров.
- Дом № 56. Построен архитекторами Каролем и Яном Шульцами в 1896 г. в стиле неоренессанса с элементами маньеризма.
- Дом № 63. Церковь Святой Параскевы Пятницы, старинная православная церковь, построенная в 1644 году на деньги молдавского господаря Василия Лупула, служила также узлом обороны.
- Дом № 88. В 1920-х годах здесь стояла паровая мельница фирмы «Д. Аксельбрад и сын». Ныне — это хлебокомбинат № 1.
- Дом № 106. Главное предприятие объединения «Радуга», выпускающего стеклянные изделия.
- Дом № 116. В 1782 году Л.Бачелес (Ю. Бачевский) перенёс сюда предприятие по производству водки. Фабрика сгорела в сентябре 1939 года во время бомбардировки города немецкой авиацией. В советский период здесь был машиностроительный завод, который перепрофилировали в завод алмазных инструментов.